# Me and the Devil Blues
«Me and the Devil Blues» es una canción de blues, compuesta e interpretada por el músico estadounidense Robert Johnson. La letra narra la historia del encuentro entre el autor y el diablo, y este último se le aparece en una mañana, a tocar su puerta para saldar la deuda que el cantautor le debe.
Esta canción ha sido versionada por diversos artistas, entre ellos: Peter Green, Cowboy Junkies, Eric Clapton, Soap&Skin, Widespread Panic, Gil Scott-Heron, The Doors, entre otros. 